# Флоран Бальмон
Флоран Бальмон (фр. Florent Balmont, нар. 2 лютого 1980, Сент-Фуа-ле-Ліон) — французький футболіст, півзахисник клубу «Діжон».
Також відомий виступами за «Ніццу», ставав чемпіоном Франції у складі «Ліона» та «Лілля».

## Ігрова кар'єра
У дорослому футболі дебютував 2002 року виступами за команду клубу «Олімпік» (Ліон), в якій провів один сезон, взявши участь у 11 матчах чемпіонату. За цей час виборов титул чемпіона Франції та став володарем Суперкубка Франції, проте основним гравцем команди так і не став.
Протягом сезону 2003–2004 років на правах оренди захищав кольори «Тулузи».
Своєю грою привернув увагу представників тренерського штабу «Ніцци», до складу якої приєднався влітку 2004 року. Відіграв за команду з Ніцци наступні чотири сезони своєї ігрової кар'єри. Більшість часу, проведеного у складі «Ніцци», був основним гравцем команди.
До складу клубу «Лілль» приєднався в червні 2008 року і допоміг команді у сезоні 2010-11 здобути «золотий дубль», вигравши кубок і чемпіонат Франції. За вісім років відіграв за команду з Лілля 253 матчі в національному чемпіонаті.
У липні 2016 перейшов до складу аутсайдера Ліги 1 «Діжона». Через травми та немолодий вік брав участь у приблизно половині ігор за клуб, станом на 19 листопада 2019 зігравши в 70 матчах чемпіонату.

## Титули і досягнення
- Чемпіон Франції (2):

«Олімпік» (Ліон): 2002-03
«Лілль»: 2010-11
- Володар Суперкубка Франції (1):

«Олімпік» (Ліон): 2004
- Володар Кубка Франції (1):

«Лілль»: 2010-11